# 澳門文化
澳門文化最初僅是中華文化的一環，因葡萄牙人居留澳門四百年，構成了澳門獨有的土生葡人文化，而且在語言、文學、宗教、民俗、建築、飲食等方面，亦融合出中西合璧的獨特文化。

## 人民與生活

### 語言
《澳門基本法》第九條規定中文和葡萄牙文為官方語言。

### 飲食文化
澳門烹飪吸收了廣東地區的烹飪法和食材，以及香港、葡萄牙、印度、非洲、東南亞的特色，創製出獨一無二的澳門土菜，例如燒臘、多士、非洲雞、馬介休、葡國雞、沙嗲等。

### 宗教
因其殖民地背景，天主教和基督教一直為澳門官方宗教。但自澳門回歸之後，天主教和基督教已失去官方支持和支配性地位。而因華人社會關係，約三成澳門人信奉儒教、道教、佛教等中國民間信仰。

### 博彩
由於殖民時代葡萄牙引入賭場，所以賭博業是澳門人的經濟支柱。

## 藝術

### 建築

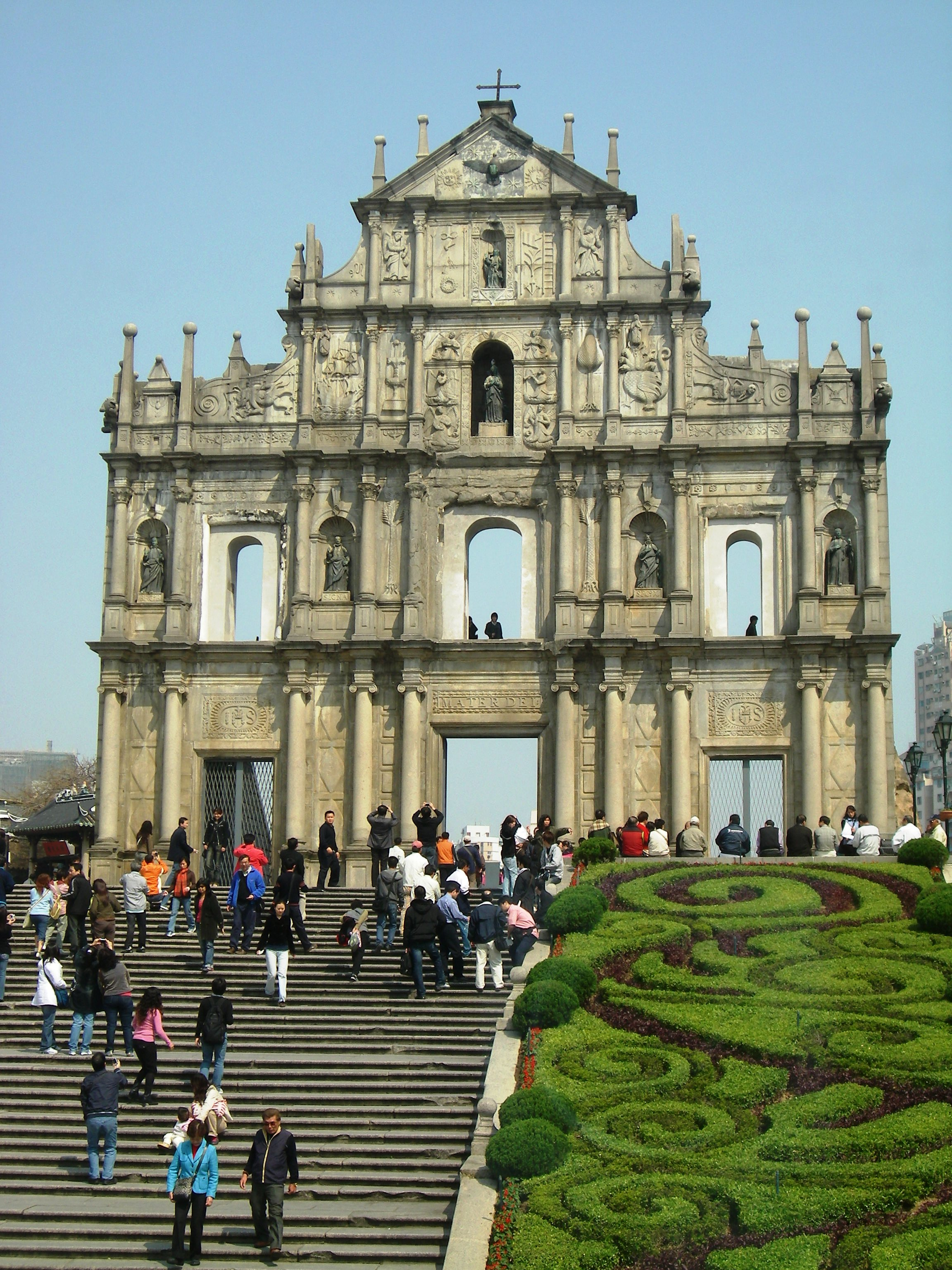
旅遊業地標建築物：
大三巴牌坊

由於澳門在近代中國與外國聯繫中的重要地位，蘊藏了豐富的文化遺產。2005年7月15日，22座建築及8個廣場、前地被列入《世界文化遺產名錄》的澳門歷史城區。另外，富有特色和歷史意義的建築物亦被收錄在《澳門文物名錄》內。澳門旅遊局與文化局曾於2006年定為「2006澳門世界遺產年」，並合辦多項文化及促銷活動，藉以吸引各地遊客。
在2007年11月底，因為東望洋燈塔附近的建築項目影響景觀，聯合國教科文組織曾通過該組織的北京辦事處向澳門政府致函，表達對有關問題的關注。經過與教科文組織協調，政府於2008年4月公佈規範東望洋燈塔附近建築物高度限制的法律文件，而該處附近有爭議的部份建築項目，也在該規定公佈後停止施工。
澳門的街道名牌，以葡萄牙瓷磚畫（azulejos）藝術作為藍本。其藍色和白色的主調，配以中文和葡萄牙文的街道名稱，成為了澳門的地方特色之一。在葡萄牙管治時期，街道名牌的葡文名稱一般佔了名牌四分之三的面積，中文則佔四分之一。澳門特別行政區成立以後，便把街道名牌的設計修改，中葡文街名各佔名牌面積的一半，中文在上，葡文在下。而街道的中文名稱也由原來的直書改為橫書。目前民政總署正逐步更換澳門的街道名牌，其中離島區的街道名牌已全部採用新的設計，澳門區舊有的街道名牌設計也正逐漸減少。

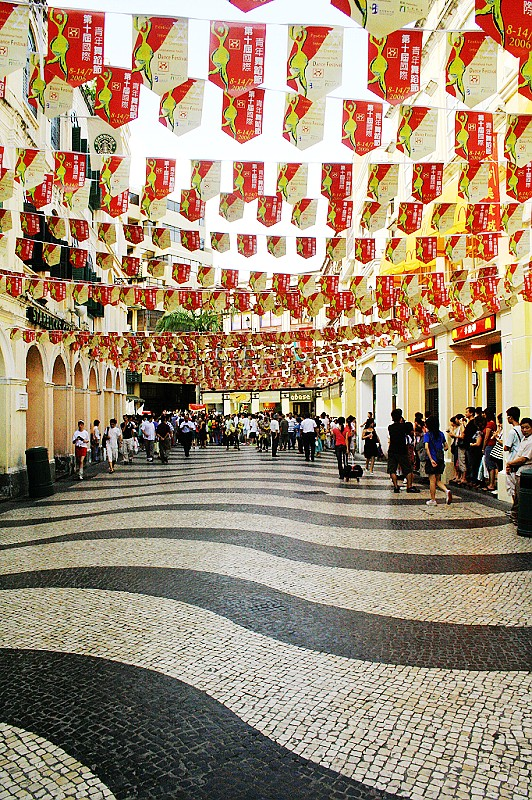
澳門葡色碎石路

早期澳門的街道以原色碎石舖砌，罅隙較大。在1990年代澳葡政府重金在葡萄牙請來技師，在議事亭前地舖砌葡式碎石路(Calçada Portuguesa)，使之成為行人專用區。後來範圍不斷擴大，甚至在媽閣廟前地都舖上碎石。惟後期舖設的碎石造工不佳，大雨過後碎石脫落有礙觀瞻，且易絆倒行人。另外在市政當局在舊城區也舖設石板街。

### 文學
澳門文學獎-天子屠龍 (澳門)

### 電影
《夜了又破曉》《澳門聖誕 2005》《黃金屋》-《濠情歲月》《望洋殺機》《而是一人》

### 音乐
- 粵語流行音樂#澳門
- 澳廣視至愛新聽力頒獎音樂會

### 話劇
-曉角話劇研進社 - 戲劇農莊- 澳門劇社 - 晴軒劇社- 慈藝劇社 - 小山藝術會 - 足跡 - 夢劇社 

### 漫畫
-澳門動漫文化產業協會

## 流行文化

### 網絡文化

#### 網絡電台
在網絡多媒體發展的趨勢下，創辦許多如藝駿Radio和澳門網絡電台(853radio)、第一網絡電台、七號月台等澳門網絡電台，表達市民之間不同的心聲。

#### 網絡詩社
別有天詩社是在網絡擁有屬於自己的牧場，自由地追求詩的夢想為宗旨的澳門網絡組織。於2002年宣佈成立。成立時間雖短，舉辦網路創作比賽、網聚等活動，藉此加強詩社會員創作交流。詩社發表新詩為主，同時設立舊體詩、散文和小說的發表地區，容納不同類型的文學創作。現時管理員是澳門詩人賀綾聲和甘草。

## 文化活動
- 澳門國際電影節 -澳門國際電视節
- 澳門劇場 - 澳門話劇 - 澳門劇場導演
- 書香文化展 -

## 文化團體
- 戲劇農莊
- 澳門創作人協會
- 澳門兒童合唱團
- 澳門嚶鳴合唱團
- 澳門筆會
- 澳門中國畫會
- 澳門中國書藝會
- 如一詩社
- 別有天詩社
- 新生代青年文化會
- 天井兔映畫會

## 澳門文娛設施
- 澳門大會堂
- 澳門教科文中心
- 澳門文化中心
- 澳門永樂戲院
- 澳門綜藝館
- 澳門金光會展

## 外部連結
- 澳門文藝網